# SPRR2A
SPRR2A (англ. Small proline rich protein 2A) – білок, який кодується однойменним геном, розташованим у людей на короткому плечі 1-ї хромосоми.  Довжина поліпептидного ланцюга білка становить 72 амінокислот, а молекулярна маса — 7 965.
| 10         |  | 20         |  | 30         |  | 40         |  | 50         |
| ---------- |  | ---------- |  | ---------- |  | ---------- |  | ---------- |
| MSYQQQQCKQ |  | PCQPPPVCPT |  | PKCPEPCPPP |  | KCPEPCPPPK |  | CPQPCPPQQC |
| QQKYPPVTPS |  | PPCQSKYPPK |  | SK         |  |            |  |            |

C: Цистеїн

E: Глутамінова кислота

K: Лізин

M: Метіонін

P: Пролін

Q: Глутамін

S: Серин

T: Треонін

V: Валін

Задіяний у такому біологічному процесі як кератинізація. 
Локалізований у цитоплазмі.